# David Reano
David Alejandro Reano (nacido el 20 de marzo de 1984 en la ciudad de La Palestina, Provincia de Córdoba, Argentina) fue un futbolista argentino que se desempeñó 13 Años a nivel Profesional.

## Trayectoria
Su primer partido en primera división fue el 31 de octubre de 2004, con Boca Juniors frente a Instituto Atlético Central Córdoba. En 2006, fue cedido a préstamo al Club Atlético Aldosivi, donde permaneció por dos temporadas. En 2008 firmó en el Club Almirante Brown. En 2009 tuvo su paso fugaz por el Club Atlético Alumni donde solo permaneció 6 meses, para luego emigrar al Club Deportivo Morón durante la temporada 2010-2011. Hasta diciembre de 2012 estuvo vistiendo la camiseta de Gloria 1922 Bistrita. En 2013pasa al Veria FC de la Superliga de Grecia. En 2014 firma contrato con Naxxar Lions de la Premier League de Malta. En 2015 pasa a Zebbug Rangers , también de la Premier League de Malta. Luego volvió a Argentina, dónde pase dos meses en Argentino de Monte Maiz. En el 2016/17 retoma al Club Atlético Alumni en las últimas temporadas del torneo Federal B. Comienza su carrera como Formador en las Divisiones Juveniles del Club y a su vez Inicia su Escuela de Futbol bajo el lema "Aprende Jugando". En el 2018 tiene su primera experiencia como entrenador de la 1 División del Club Atlético Alumni y en el 2020 es designado Coordinador de Inferiores.

## Clubes
| Club                   | País      | Año                                   |
| ---------------------- | --------- | ------------------------------------- |
| Boca Juniors           | Argentina | 2004-2006                             |
| Club Atlético Aldosivi | Argentina | 2006-2008                             |
| Club Almirante Brown   | Argentina | 2008-2009                             |
| Club Atlético Alumni   | Argentina | 2009-2009                             |
| Club Deportivo Morón   | Argentina | 2010-2011                             |
| Gloria 1922 Bistrita   | Romania   | 2011-2012                             |
| Veria FC               | Greece    | 2012-2013                             |
| Naxxar Lions           | Malta     | 2014-2015                             |
| Zebbug Rangers         | Malta     | 2015-2015                             |
| Argentina              | 2015-2016 | Argentino de Monte Maíz               |
| Argentina              | 2016-2017 | Alumni de Villa María                 |
| Argentina              | 2021      | Ricardo GutiérrezLa Palestina Córdoba |

## Logros
• Selección Argentina Sub-15.
• Gira internacional Boca Juniors 2004, Campeón de la Vodafone Cup, Mánchester, Inglaterra.
• Campeón y ascenso primera división Gloria Bistrita, Rumanía.